# Matheus (football, mars 1992)
Pour les articles homonymes, voir Matheus.
Matheus Lima Magalhães, plus communément appelé Matheus, est un footballeur brésilien né le 29 mars 1992 à Belo Horizonte qui évolue au poste de gardien de but à l'Étoile rouge de Belgrade. 
Il obtient la nationalité portugaise en 2020 et déclare être prêt à représenter la sélection.

## Biographie
Matheus commence sa carrière dans le club de l'América FC à Belo Horizonte, il joue notamment en Serie B brésilienne,.
Arrivé en Europe en 2014, Matheus joue au Sporting Braga, club avec lequel il remporte une Coupe du Portugal en 2016,.

## Palmarès
Avec le Sporting Braga :
- Vainqueur de la Coupe du Portugal en 2016 et 2021
- Finaliste de la Coupe du Portugal en 2015 et 2023
- Finaliste de la Coupe de la Ligue portugaise en 2017
- Vainqueur de la Coupe de la Ligue portugaise en 2020